# Шевчичка
Шевчичка (Розсохувата) — річка в Україні, у Хмельницькому й Жмеринському районах Хмельницької й Вінницької областей, права притока Рову (басейн Південного Бугу).

## Опис
Довжина річки 17 км, похил річки — 3,1 м/км. Формується з багатьох безіменних струмків та водойм. Площа басейну 78,2 км2.

## Розташування
Бере початок на південно-західній околиці смт Вовковинці. Тече переважно на південний схід і біля села Широке впадає у річку Рів, праву притоку Південного Бугу.
Населені пункти вздовж берегової смуги: Комарівці, Іванівці.
Річку перетинає автомлобільна дорога Т 0610.